# Trichosteleum microdontum
Trichosteleum microdontum là một loài Rêu trong họ Sematophyllaceae. Loài này được (Besch.) Renauld miêu tả khoa học đầu tiên năm 1898.